# Вінтон (Луїзіана)
Вінтон (англ. Vinton) — місто (англ. town) в США, в окрузі Калкасьє штату Луїзіана. Населення — 3400 осіб (2020).

## Географія
Вінтон розташований за координатами 30°11′44″ пн. ш. 93°34′56″ зх. д. / 30.19556° пн. ш. 93.58222° зх. д. (30.195435, -93.582246).  За даними Бюро перепису населення США в 2010 році місто мало площу 13,07 км², з яких 12,94 км² — суходіл та 0,13 км² — водойми.

## Демографія
Згідно з переписом 2010 року, у місті мешкало 3212 осіб у 1287 домогосподарствах у складі 859 родин. Густота населення становила 246 осіб/км².  Було 1487 помешкань (114/км²).
Расовий склад населення:
| - 75,3 % — білих - 20,7 % — чорних або афроамериканців - 0,6 % — корінних американців - 0,4 % — азіатів - 0,1 % — вихідців з тихоокеанських островів |

До двох чи більше рас належало 2,6 %. Частка іспаномовних становила 2,7 % від усіх жителів.
За віковим діапазоном населення розподілялося таким чином: 25,3 % — особи молодші 18 років, 59,7 % — особи у віці 18—64 років, 15,0 % — особи у віці 65 років та старші. Медіана віку мешканця становила 38,9 року. На 100 осіб жіночої статі у місті припадало 89,2 чоловіків;  на 100 жінок у віці від 18 років та старших — 86,8 чоловіків також старших 18 років.
Середній дохід на одне домашнє господарство  становив 43 163 долари США (медіана — 27 000), а середній дохід на одну сім'ю — 53 647 доларів (медіана — 46 801). Медіана доходів становила 46 250 доларів для чоловіків та 19 688 доларів для жінок. За межею бідності перебувало 28,7 % осіб, у тому числі 34,9 % дітей у віці до 18 років та 27,9 % осіб у віці 65 років та старших.
Цивільне працевлаштоване населення становило 1354 особи. Основні галузі зайнятості: будівництво — 20,6 %, роздрібна торгівля — 18,0 %, освіта, охорона здоров'я та соціальна допомога — 13,4 %, мистецтво, розваги та відпочинок — 12,5 %.